# (G)I-dle
I-dle, inițial numit (G)I-DLE, este un grup multinațional de fete cu sediul în Coreea de Sud și format de Cube Entertainment în 2018. Grupul este format din cinci membri: Miyeon, Minnie, Soyeon, Yuqi și Shuhua. La început un sextet, Soojin, a părăsit grupul pe 14 August 2021. Grupul a debutat pe 2 Mai 2018, cu prima lor piesă extinsă (EP) intitulată I Am.
În 2018, grupul a fost numit ”monster rookie of the year” și a fost considerat unul dintre cele mai de succes grupuri de fete coreene care nu aparțin unei case de discuri din ”big three”. Încă de la debutul lor, grupul a lansat un album de studio, și șase piese extinse (EP-uri) și single-uri incluzând: ”Latata”, ”Hann (Alone)”, ”Senorita”, ”Uh-Oh”, "Lion", "Oh My God", "Dumdi Dumdi", "Hwaa", "Tomboy", "Nxde", "Queencard", "I do", "I want that", "Super Lady", "Wife", "Klaxon" și "Good Thing".
Un lucru oarecum neobișnuit pentru un grup K-pop feminin este că i-dle sunt implicate direct în crearea muzicii lor. Mai exact, Soyeon a compus sau a participat la creația (pe lângă co-producție) majorității dintre melodiile principale ale grupului, cu Minnie și Yuqi compunând și ele un număr semnificativ de melodii prezente în albume. În legătură cu lansarea celui de-al treilea EP I trust în 2020, grupul a semnat cu Republic Records, o casă de discuri americană, pentru a își începe expansiunea pe piața din Statele Unite. Odată lansat, grupul a stabilit noul record iTunes Top Albums pentru un grup de fete sud-coreean și a devenit cel de-al patrulea grup de fete care a vândut 100,000 de copii ale unui album în prima săptămână. Single Album-ul lor din 2020, Dumdi Dumdi a depășit recordul de vânzări ale unui single album, făcându-l cel de-al doilea cel mai bine vândut single album al unui grup de fete din toate timpurile. i-dle a devenit, de asemenea, și primul grup K-pop care a oferit un interviu pentru Forbes China.

## Nume
Într-un interviu pentru The Star, liderul grupului Soyeon a dezvăluit că numele „Idle” (아이들) i-a venit atunci când compunea „Idle Song”. Ea a sugerat-o companiei Cube Entertainment, iar numele a fost ales după ce a trecut printr-o competiție internă. Însă numele a primit reacții mixte în Coreea de Sud și la nivel internațional, deoarece „아이들” (aideul) înseamnă „copii”, iar „idle” în engleză se referă la cineva care evită munca. În consecință, grupul a fost redenumit (G)I-dle, „I” reprezentând individualitate, cratima arătând că numele a fost împărțit în două părți, iar „Dle” (deul) ca formă de plural a lui „I”. În coreeană pentru a indica un grup de șase personalități diferite care se adună împreună. Când numele este rostit cu voce tare, „G” cuprins între paranteze nu se pronunță. După revenirea lor ca cvintet, într-un episod din IDDP de la 1theK Original lansat pe 15 martie 2022, grupul a confirmat că ar dori să fie denumit verbal „I-dle”. 
Pe data de 1 mai 2025 au confirmat trecerea oficială de la (G)I-dle (여자)아이들, la i-dle (아이들) pe rețelele sociale și prin un videoclip pe youtube-ul grupului ,,i-dle (아이들) 'for (G)' ''. 

## Membri
- Miyeon (미연)
- Minnie (민니)
- Soyeon (소연)
- Yuqi (우기)
- Shuhua (슈화)
- Soojin (수진) - a părăsit grupul pe 14 august 2021

## Discografie
- I AM (2018)
- I MADE (2019)
- Latata - Japan EP (2019)
- I Trust (2020)
- I Burn (2021)
- I Never Die (2022)
- I Love (2022)
- I Feel (2023)
- HEAT - English EP (2023)
- 2 (2024)
- I Sway (2024)
- We are i-dle - Special EP (2025)
- We are (2025)